# Портрет Адама Ивановича Бистрома
«Портрет Адама Ивановича Бистрома» — картина Джорджа Доу и его мастерской из Военной галереи Зимнего дворца.
Картина представляет собой погрудный портрет генерал-лейтенанта Адама Ивановича Бистрома из состава Военной галереи Зимнего дворца.
Во время Отечественной войны 1812 года полковник Бистром был шефом 33-го егерского полка и командиром 3-й бригады 11-й пехотной дивизии; за отличие в сражении при Малоярославце произведён в генерал-майоры. Во время Заграничных походов блестяще проявил себя в Битве народов под Лейпцигом и при взятии Парижа.
Изображён в генеральском мундире лейб-гвардии Павловского полка (Бистром этим полком командовал с конца 1815 года) образца 1813 года. Слева на груди под лацканом звезда ордена Св. Анны 1-й степени; на шее кресты орденов Св. Георгия 3-й степени и Св. Владимира 3-й степени. Справа на лацкане серебряная медаль «В память Отечественной войны 1812 года» на Андреевской ленте и крест шведского Военного ордена Меча 4-й степени. С тыльной стороны картины надписи: Bistrom 2 и Geo Dawe RA pinxt . Подпись на раме: А. И. Бистромъ, Генералъ Маiоръ.
Несмотря на то, что 7 августа 1820 года Комитетом Главного штаба по аттестации Бистром был включён в список «генералов, служба которых не принадлежит до рассмотрения Комитета», решение о написании его портрета фактически было принято раньше этой даты, поскольку уже 17 декабря 1819 года Доу был выплачен аванс и 17 мая 1820 года он получил оставшуюся часть гонорара. Портрет принят в Эрмитаж 7 сентября 1825 года.
В 1840-х годах в мастерской Карла Края по рисунку И. А. Клюквина с портрета была сделана литография, опубликованная в книге «Император Александр I и его сподвижники» и впоследствии неоднократно репродуцированная.